# Джордж Баркър
Джордж Баркър (на английски: George Barker) е американски художник портретист и пейзажист.

## Биография
Роден е в Омаха, Небраска, изучава изкуства в Калифорния. Както повечето художници по това време, отива в Париж, за да изучава модернистите.
Умира през 1965 г. в Омаха на 83-годишна възраст.